# تشيرينيس
تشيرينيس (بالفرنسية: Chériennes)‏ هي بلدية تقع في إقليم باد كاليه من منطقة نور با دو كاليه في شمال فرنسا. تبلغ مساحة هذه المدينة 4.65 (كم²)، وترتفع عن سطح البحر 109 م، يبلغ عدد سكانها 182 نسمة حسب إحصاء المعهد الوطني للإحصاء والدراسات الاقتصادية سنة 2009 م. وترأس Elie Lagache البلدية خلال فترة (2008-2014).